# Wappen Oberglogaus
Das Wappen der Stadt Oberglogau (Głogówek) zeigt auf rotem Grund mehrere Weinreben und Winzermesser. Es geht zurück auf ein altes Siegel der Stadt aus dem frühen 14. Jahrhundert. Es weist auf den traditionellen Charakter und die Bedeutung des Weinbaus in der Oberglogauer Gegend hin.

## Beschreibung
Auf rotem Grund befinden sich abwechselnd drei goldene Weinreben und drei Winzermesser mit goldenen Griffen und silbernen Klingen. Die Figuren sind in der Schildmitte sternförmig angeordnet. Die Weinreben sind zu den Winkeln hin angeordnet.

## Geschichte

Die Flagge Oberglogaus

Die Siegel Oberglogaus zeigten seit dem 14. Jahrhundert drei in der Mitte zusammenstoßende Winzermesser. Die Klingen zeigten zu den Winkeln. Das älteste bekannte Siegel befindet sich an einer Urkunde des Klosters Czarnowanz (Czarnowąsy) aus dem Jahr 1312. 1640 traten erstmals die Weinreben im Siegel der Stadt auf. Diese nahmen den Platz der Winzermesser ein, während die Winzermesser zwischen die Weinreben platziert wurden.

## Das Wappen in der Architektur
Das Wappen Oberglogaus wurde auch als Schmuck an einigen Gebäudefassaden angebracht. Am Rathaus ziert es die Fassade des Renaissance-Giebels an der Südseite und am Schlosstor ist es an einer Seite oberhalb der Durchfahrt angebracht. Auch an einem Bürgerhaus aus Ziegelsteinen am Ring schmückt es die Fassade. Am Schlosstor und am Ziegelsteingebäude am Ring tragen die Reben eine grüne Farbe und die Winzermesser die Farbe Braun.

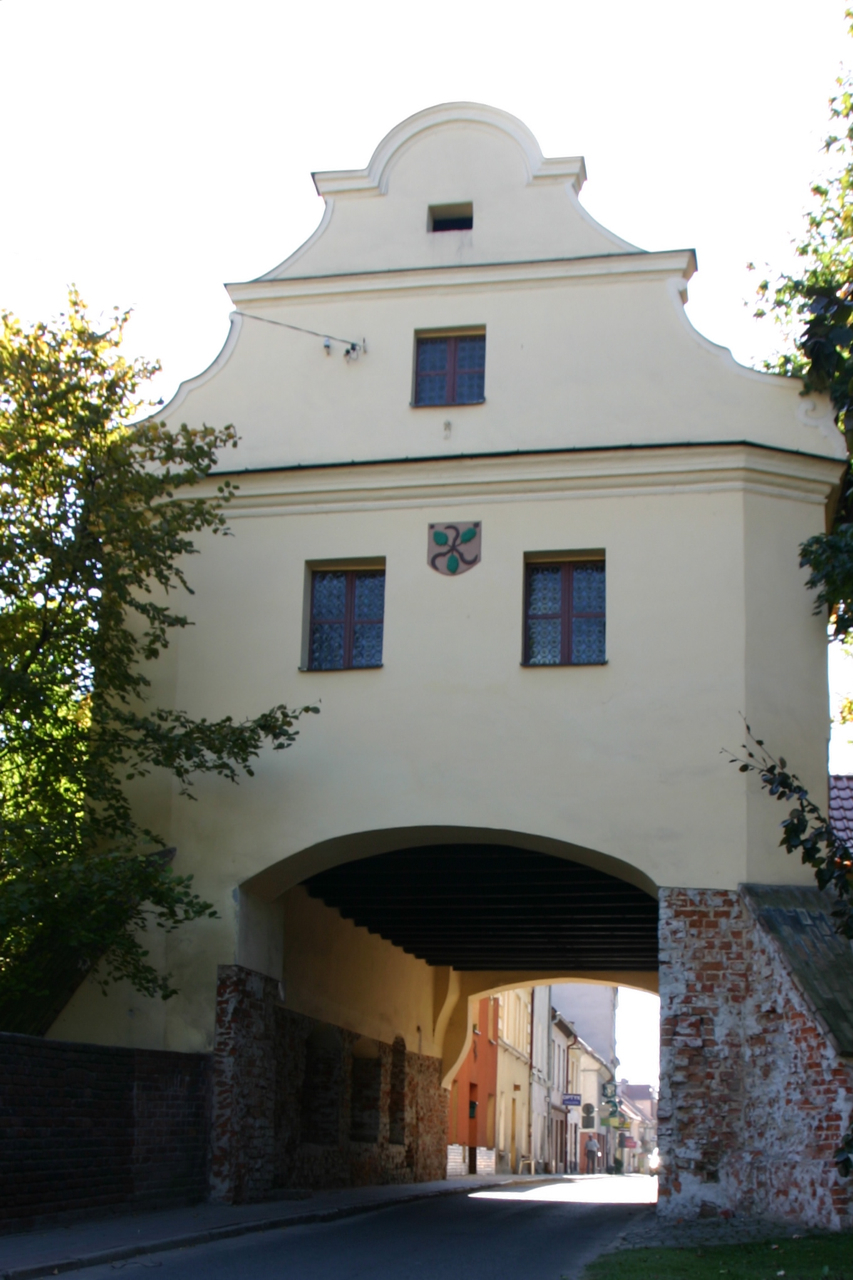
Das Schlosstor
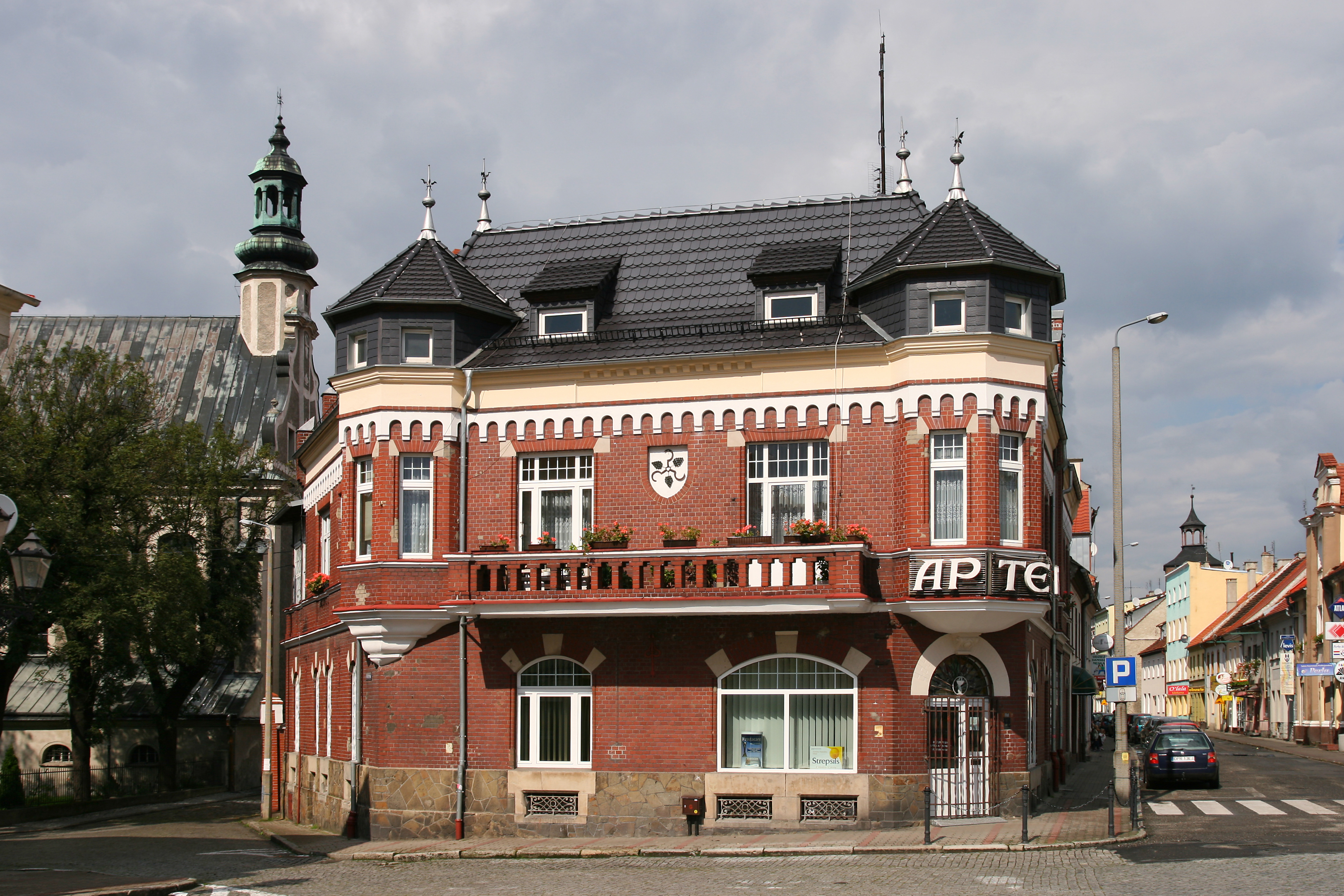
Bürgerhaus am Ring